# Peter Brüninghaus
Peter Brüninghaus (* 9. Juli 1794 in Brüninghausen bei Lüdenscheid; † 17. November 1865 in Brüninghausen oder in Siegen) war ein deutscher Unternehmer und preußischer Abgeordneter.

## Leben
Sein Vater war Johann Peter Brüninghaus (1756–1809). Brüninghaus entstammte einer Familie, die seit der frühen Neuzeit eine Reihe Hammerwerke besaß. Er absolvierte in Düsseldorf eine kaufmännische Ausbildung. Zusammen mit seinem Bruder Johann Caspar Brüninghaus (1791–1863) übernahm er die Beteiligung an verschiedenen Hammerwerken und der Kommissionsfirma Gebr. Brüninghaus. Er war auch Gutsbesitzer. Zwischen 1832 und 1834 wurden die Hammerwerke, Drahtwalzen und die Handelsaktivitäten in der Firma Gebr. Brüninghaus vereinigt. Nach einem Schlaganfall von Johann Caspar wurde das gemeinsame Unternehmen wieder aufgeteilt. Peter Brüninghaus übernahm die Osemundhämmer und Drahtwalzen. Diese übertrug er 1847 auf seinen Sohn. Zu dessen Zeit erlebten die Betriebe einen Niedergang, so dass Peter Brüninghaus ab 1858 die Leitung wieder übernahm.
Brüninghaus war auch politisch aktiv. Er stand dabei den Ansichten von Friedrich Wilhelm Harkort nahe. Er war Kreisdeputierter und stellvertretender Amtmann. Im Jahr 1845 war er Mitglied des Westfälischen Provinziallandtages. Er gehörte 1847 dem Vereinigten Landtag an. Während der Revolution von 1848/49 wurde er an Stelle von Harkort in einer Nachwahl zum Mitglied der preußischen Nationalversammlung gewählt. Er unterstützte später die gegenrevolutionäre Regierung unter Friedrich Wilhelm von Brandenburg. Im Jahr 1849 gehörte er der zweiten preußischen Kammer des Preußischen Landtages an. Dort gehörte er zur Fraktion des Rechten Zentrums.